# CZ 805 BREN
O CZ 805 BREN é um fuzil de assalto modular operado a gás projetado e fabricado pela Česká zbrojovka Uherský Brod. O projeto modular permite aos operadores alterar o calibre da arma para cartuchos intermediários 5,56×45mm NATO or 7,62×39mm por meio da troca rápida do cano com tubos de gás, bloco da culatra, alojamento do carregador e carregador.
O CZ 805 BREN foi criado para substituir o Sa vz. 58 no Exército Tcheco em 2006, que mais tarde gerou uma família de fuzis; CZ 807, CZ BREN 2, CZ BREN 2 BR e CZ BREN 2 PPS.
O CZ 805 BREN é usado por várias forças policiais e militares, inclusive na República Tcheca, na Indonésia e no México.

## Projeto

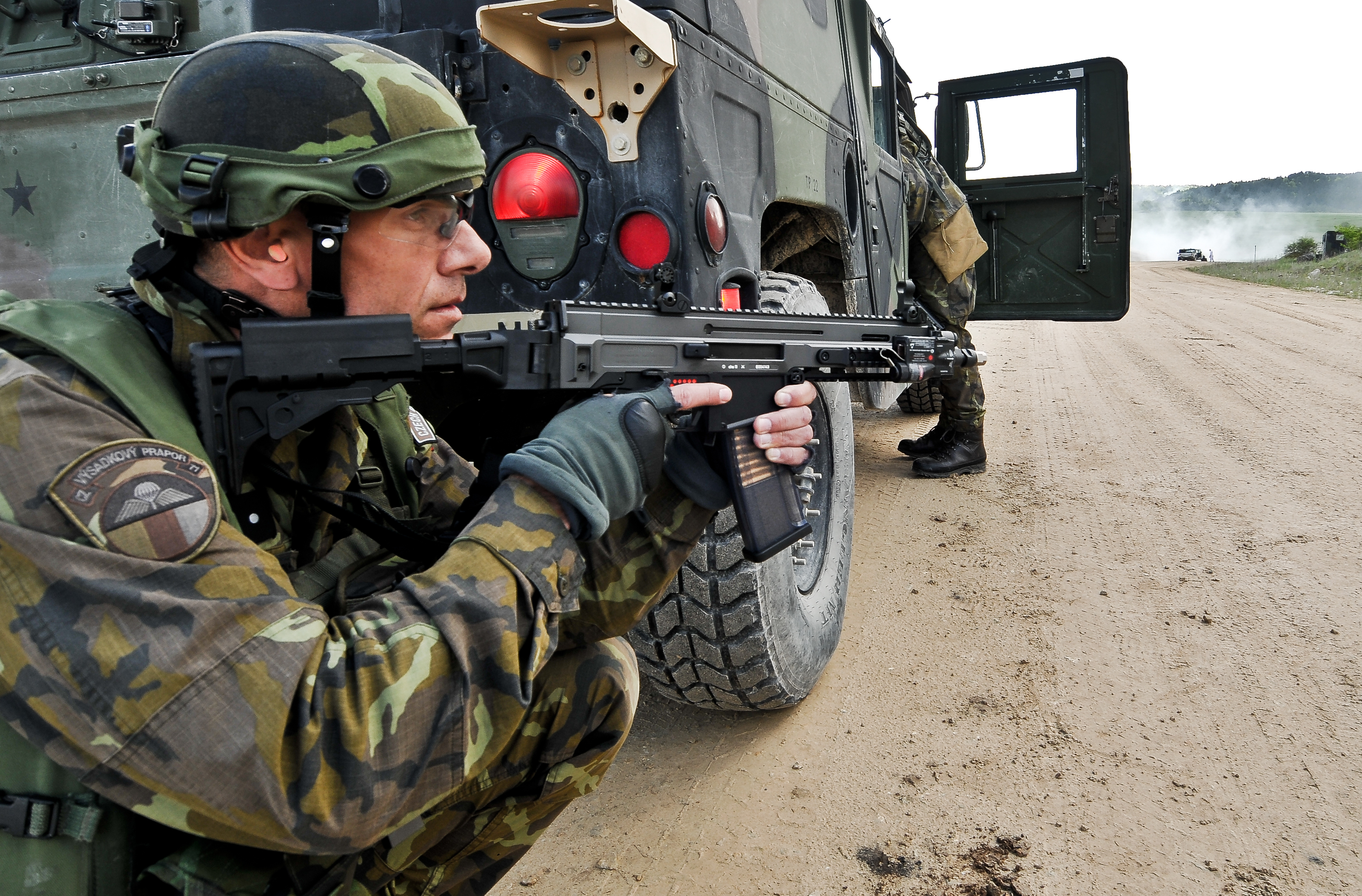
Pára-quedista tcheco com a carabina CZ 805 BREN A2

O CZ 805 BREN utiliza uma culatra travada com bloco giratório da culatra acionado por gases de combustão extraídos do cano e possui um regulador de gás manual.
O fuzil de assalto CZ 805 BREN é equipado com miras dobráveis de ferro, mas também inclui um trilho Picatinny integral na parte superior do receptáculo e é capaz de aceitar uma ampla variedade de equipamentos de mira adicionais (miras de ponto vermelho ou diurnas telescópicas, miras noturnas, laser etc.). A arma é equipada com coronha dobrável lateralmente, que é ajustável para comprimento de tração e pode ser completamente removida se for necessária a máxima compactação. O equipamento adicional também inclui um novo lança-granadas de 40 mm especialmente projetado e uma baioneta.
A unidade de controle de fogo inclui uma chave seletora de segurança/fogo ambidestra, que permite fogo semiautomático, rajadas de 2 tiros e automático. A alavanca de manejo também pode ser instalada em qualquer lado da arma, dependendo das preferências do operador. O CZ 805 BREN tem dois comprimentos de cano. Um comprimento de cano de 360 mm para a variante de fuzil de assalto padrão, o CZ 805 BREN A1 e um cano de 277 mm para a variante de carabina, o CZ 805 BREN A2. O cano é revestido de cromo para precisão e durabilidade.
O fuzil possui um alojamento de carregador removível separado que pode ser facilmente substituído para permitir o uso de carregadores STANAG ou do HK G36 de 5,56×45mm NATO. Também é capaz de abrigar um carregador Beta C-Mag de 100 cartuchos de 5,56×45mm NATO. Na configuração padrão, o CZ 805 BREN usa um carregador próprio de 30 cartuchos de 5,56×45mm NATO feito de polímero transparente fabricado pela CZUB.

## Variantes

### CZ 805 BREN

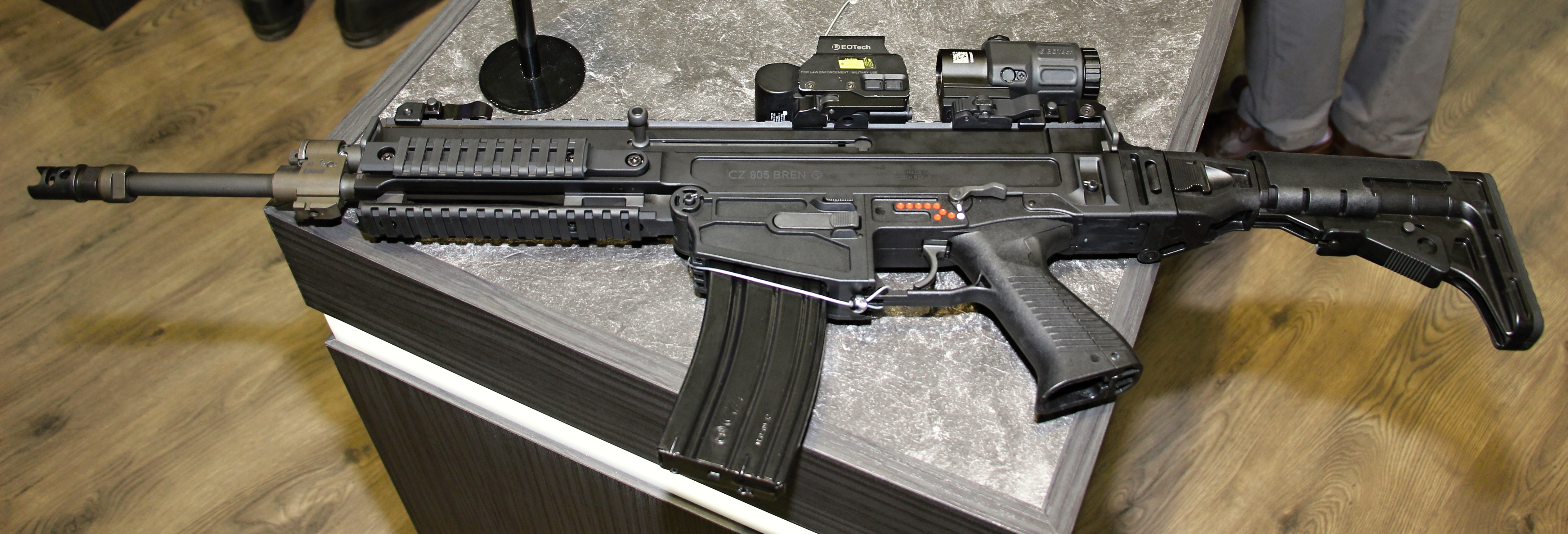
CZ 805 BREN A1 com mira EOTech e conversão do alojamento para carregador STANAG (OTAN)

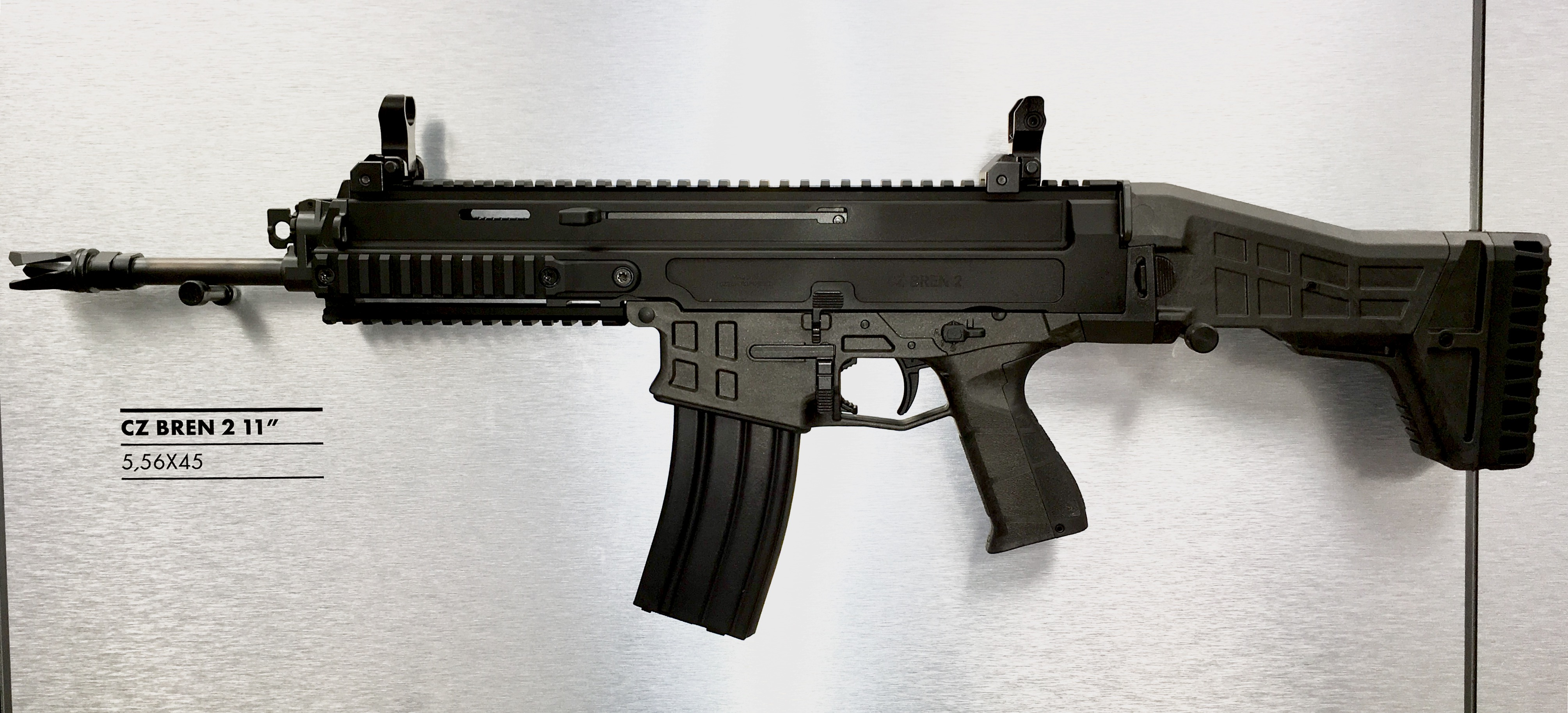
CZ BREN 2 com cano de 11 pol

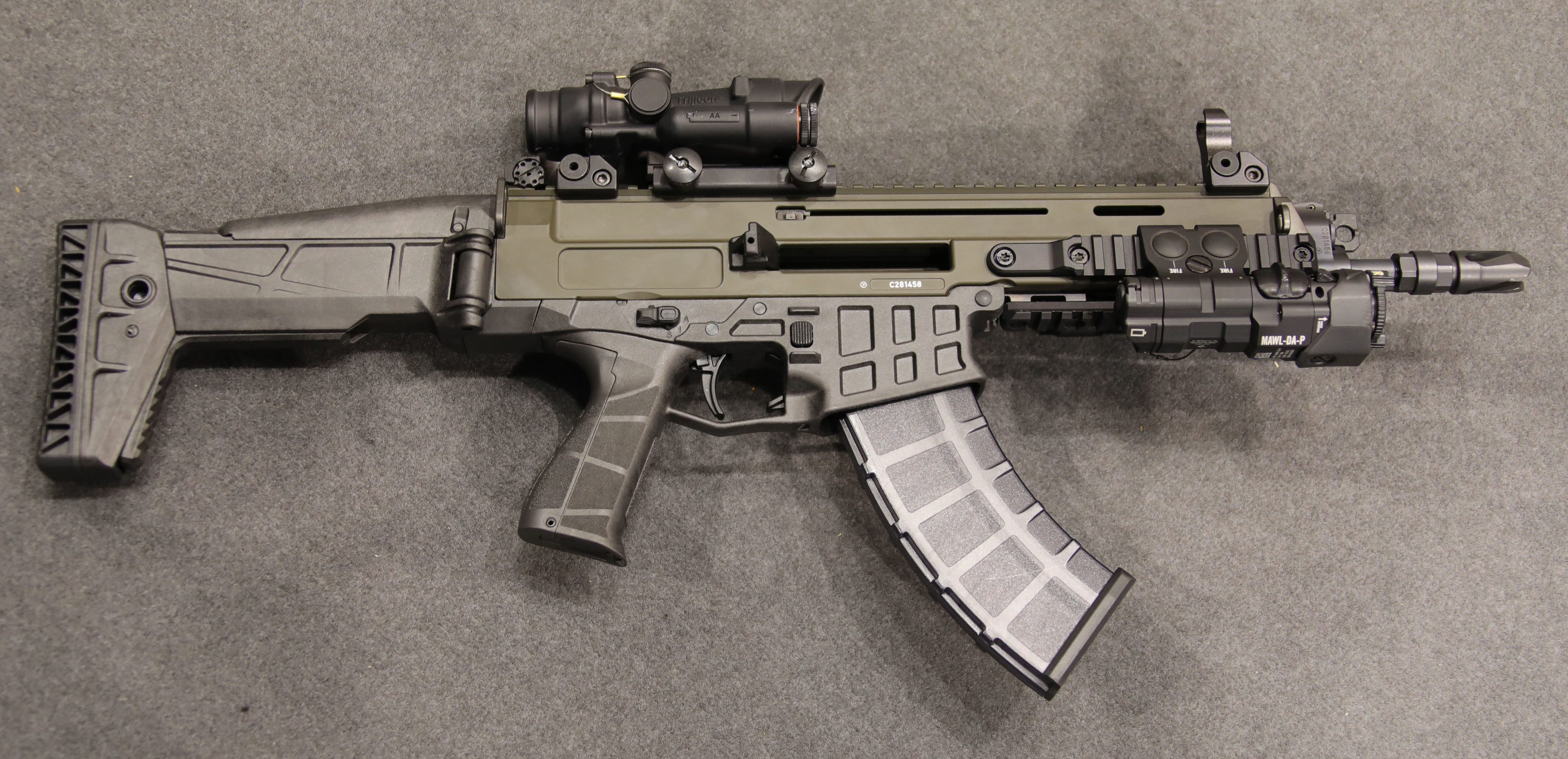
A GIGN francesa adotou o CZ BREN 2 com câmara para 7,62×39mm

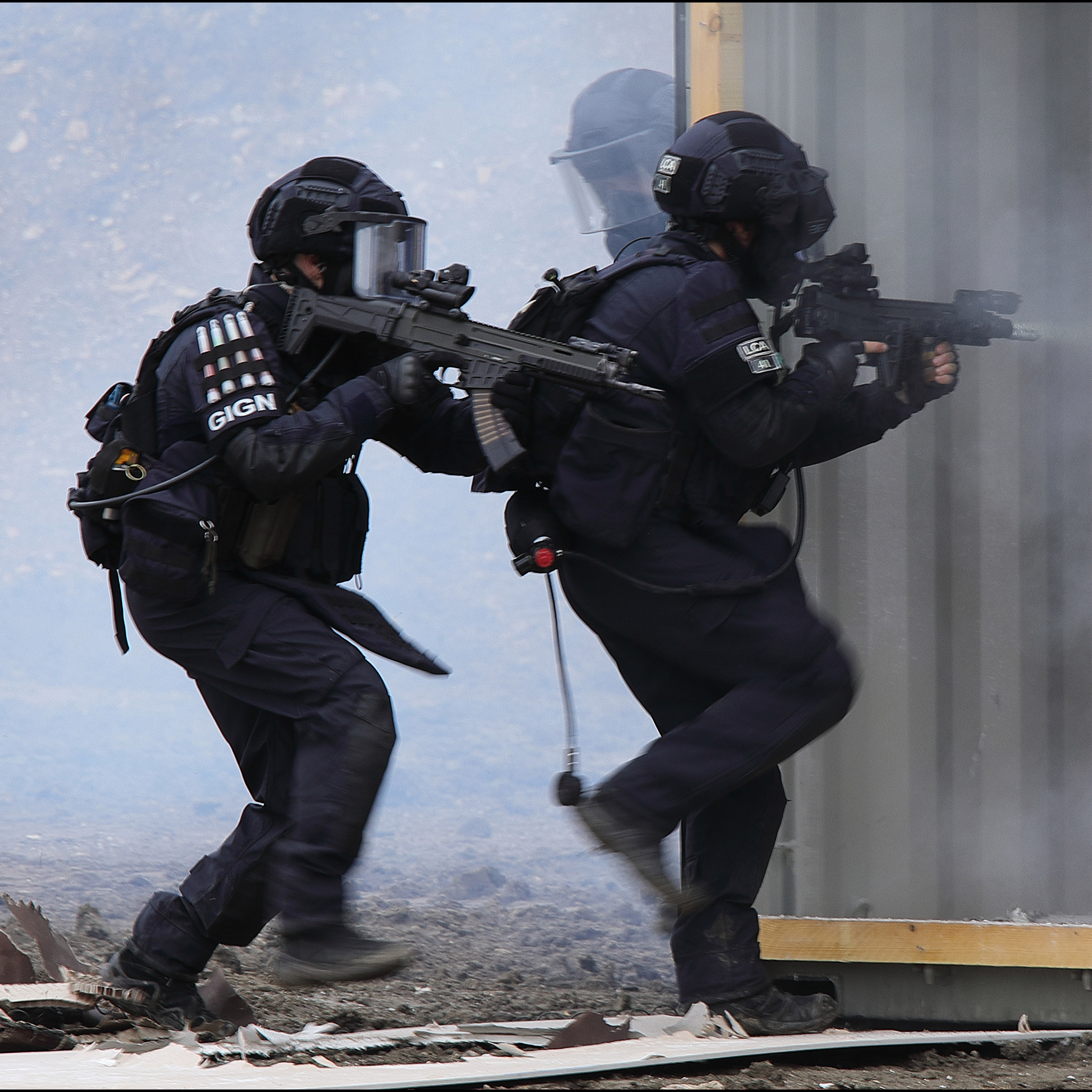
Operadores da GIGN com o CZ BREN 2 com câmara para 7,62×39mm

- O CZ 805 BREN A1 é a configuração padrão do fuzil de assalto com câmara para o cartucho 5,56×45mm NATO e com comprimento de cano de 360 mm.
- A CZ 805 BREN A2 é a configuração de carabina com câmara para o cartucho 5,56×45mm NATO e com comprimento de cano de 277 mm.
- O CZ 805 BREN S1 é uma variante semiautomática do CZ 805 BREN destinada ao mercado civil. Foi descontinuado em favor do CZ BREN 2 Ms, que é uma variante somente semiautomática do CZ BREN 2.

### CZ 807
O CZ 807 é um fuzil de assalto com câmara para o cartucho 7,62×39mm e tem a capacidade de mudar rapidamente o calibre para o cartucho 5,56×45mm NATO, substituindo o módulo do alojamento do carregador e trocando o cano.

### CZ BREN 2
O CZ BREN 2 é um fuzil de assalto modular que aprimora o projeto original do CZ 805 BREN com base na experiência dos operadores.
O CZ BREN 2 pode ser alimentado pelo cartucho 5,56×45mm NATO ou 7,62×39mm. A troca do calibre do fuzil pode ser feita trocando o cano e o alojamento do carregador.
A CZ oferece três comprimentos de cano diferentes para os dois calibres, variando de 207 mm para 5,56×45mm e 227 mm para 7,62×39mm, 280 mm e 357 mm.
O CZ BREN 2 tem peso menor em comparação ao CZ 805 BREN. Possui um seletor de tiro totalmente ambidestro, retém do carregador, retém do ferrolho e alça de transporte. Possui sistema de gatilho simplificado com três posições para "seguro", "semiautomático" e "automático". O modo de disparo "rajada de 2 tiros" do CZ 805 BREN foi abandonado. A cadência cíclica de tiro é de cerca de 850 (±100) tiros por minuto.
A desmontagem e montagem para manutenção de rotina podem ser realizadas sem a necessidade de ferramentas. Os materiais utilizados na produção do fuzil são incombustíveis e também resistentes a impactos e danos mecânicos.
Em 2023, foi introduzida uma variante de coronha telescópica com cano de 207 mm.
- O CZ BREN 2 Ms foi lançado em 2019. É uma variante apenas semiautomática do CZ BREN 2, destinada ao mercado civil e substituiu essencialmente o CZ 805 BREN S1.

## Derivados

### CZ BREN 2 BR
O CZ BREN 2 BR é um fuzil de batalha de fogo seletivo e operado a gás, com câmara para o calibre 7,62×51 NATO, derivado do CZ BREN 2. Possui um cano de 407 mm e é alimentado por um carregador de 25 tiros.

### CZ BREN 2 PPS
O CZ BREN 2 PPS (em tcheco/checo:  Puška pro Přesnou Střelbu) é um fuzil de atirador designado desenvolvido a partir do CZ BREN 2 BR. O fuzil usa cartucho 7,62×51mm NATO, seu comprimento é 1300 mm, comprimento do cano 457 mm, peso 4,6 kg, alcance efetivo de 600–800 m.
O fuzil substituiu os fuzis SVD Dragunov e SVDN-3 Tiger em unidades selecionadas das Forças Armadas da Tchéquia.

## Operadores

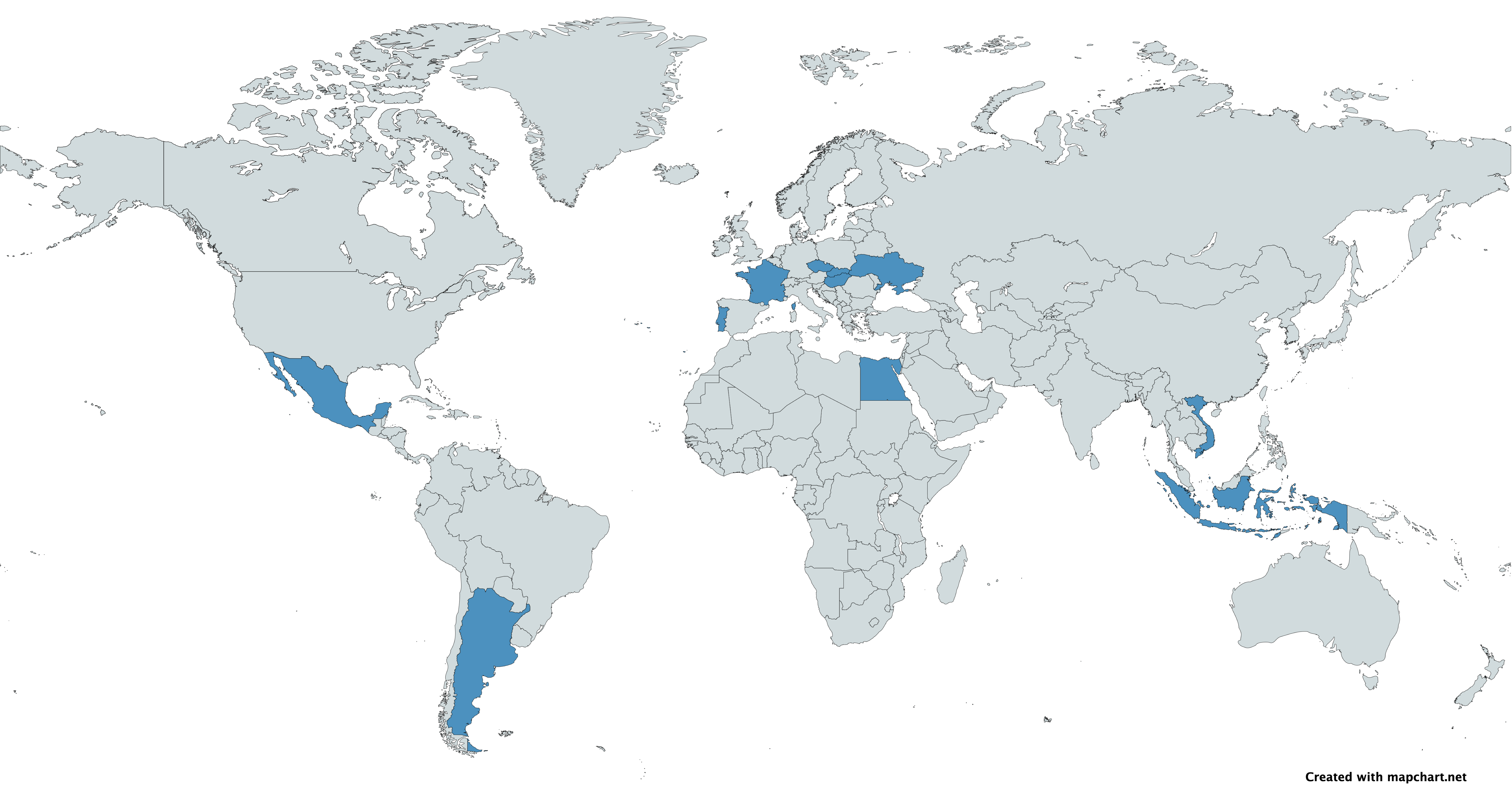
Mapa com operadores do CZ 805 BREN em azul

- Argentina: Usado por agências federais de aplicação da lei.[12]
- República Tcheca: 
  - A partir de 2011, o Exército Tcheco começou a substituir o vz. 58 pelo CZ 805 BREN. Desde 2015, o Exército Tcheco começou a encomendar o CZ BREN 2. Em 2020, foi tomada a decisão de que dentro de 5 anos o Exército Tcheco usará apenas o CZ BREN 2 como fuzil padrão.[13][14]
  - A partir de 2022, o CZ BREN 2 PPS foi colocado em campo como fuzil de atirador designado, substituindo o Dragunov SVD.[11]
- Egito: O Egito anunciou que comprou um número não especificado de CZ 805 BREN A1.[15] O CZ BREN 2 de 7,62×39mm foi emitido para as forças aerotransportadas egípcias e a Guarda Republicana em 2017 e 2018, respectivamente.[16]
- França: 68 CZ BREN 2 de 7,62×39mm encomendados para o GIGN.[17]
- Hungria: As Forças Armadas da Hungria estão adotando o fuzil de assalto CZ BREN 2, substituindo o atual AK-63D. O fuzil e a submetralhadora Scorpion EVO também serão produzidos sob licença na Hungria.[18]
- Indonésia: Usado por homens-rãs da Marinha da Indonésia (Kopaska)[19]
- México: Usado pela Polícia Federal desde 2014[20]
- Portugal: CZ BREN 2 usado pela Força Aérea Portuguesa (Polícia Aérea).[21]
- Eslováquia: 688 peças compradas pelo Exército Eslovaco em novembro de 2014, juntamente com o mesmo número de pistolas CZ 75.[22]
- Ucrânia: CZ BREN 2, em serviço desde 2022, principalmente com unidades do Exército da Ucrânia compostas por voluntários estrangeiros.[23][24][25][26]
- Vietnã: CZ 805 BREN A1, CZ 805 BREN A2 usados na equipe de demonstração de atirador militar.[27]